# براهن‌الدین
براهن‌الدین (به لاتین: Barahanuddin) یک منطقهٔ مسکونی در بنگلادش است که در ناحیه بهولا واقع شده‌است.